# Sovjetunionens hjälte

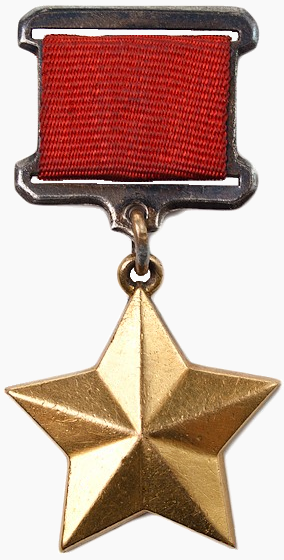
Bild på medaljen.

Sovjetunionens hjälte (ryska: Герой Советского Союза, Geroj Sovetskogo Sojuza) var den högsta hederstiteln man kunde tilldelas i Sovjetunionen. Den infördes 1934 och erhållaren belönades med en medalj föreställande en guldstjärna. Priset kombinerades ofta med Leninorden. Leninorden kunde dock utdelas för sig självt, och för att utmärka personer som mottagit Sovjetunionens hjälte så utdelades även guldstjärnan. Samtliga sovjetiska kosmonauter har fått utmärkelsen för varje flygning de genomfört, dock högst två medaljer.

## Några av Sovjetunionens hjältar
- Leonid Brezjnev – politiker, Sovjetunionens ledare 1964–1982
- Fidel Castro – revolutionär, politiker
- Jurij Gagarin – kosmonaut (första människan i rymden)
- Valentina Grizodubova, militär, stridspilot, första kvinnan att tilldelas titeln
- Pavel Gratjov – militär, politiker
- Boris Gromov – militär, politiker
- Sigmund Jähn – kosmonaut
- Meliton Kantaria - soldat, hissade flaggan över Riksdagshuset i Berlin 1945
- Vladimir Komarov – kosmonaut
- Zoja Kosmodemjanskaja – partisan
- Lidia Litvjak – stridspilot
- Ramón Mercader – agent (mördade Lev Trotskij)
- Gamal Abdel Nasser – politiker
- Jakov Pavlov – militär, politiker
- Kim Philby – spion
- Endel Puusepp – pilot
- Marina Raskova – major, äventyrare, aviatris (en av de första kvinnorna att få utmärkelsen)
- Josef Stalin – politiker, Sovjetunionens ledare 1924–1953
- Richard Sorge – spion
- Aleksej Stachanov – gruvarbetare
- Valentina Teresjkova – kosmonaut (första kvinnan i rymden)
- Kliment Vorosjilov – militär, politiker
- Vasilij Zajtsev – officer, prickskytt
- Mikhail Katukov - militär
- Georgij Zjukov – general (besegrade tyskarna i Stalingrad och Moskva)